# André Gayrard
André Gayrard (12 février 1923 à Campes - 2 janvier 2014 à Albi) est un homme politique français élu député de la Seine de 1956 à 1958.  
Boucher dans la ville de Carmaux, il est le Président fondateur de l'Union de défense des commerçants et artisans dans le Tarn et également secrétaire général de la Fédération du Midi et du Sud-Ouest de la boucherie.

## Député de la Seine
Il est élu député de la Seine de 1956 à 1958. Il porte son mandat au nom du mouvement poujadiste et est inscrit au groupe Union et fraternité française à l'Assemblée nationale. Il se fait notamment remarquer par ses interventions concernant les questions constitutionnelles. Il plaide entre autres pour l’élargissement des possibilités d’usage du référendum et au sujet de l’incompatibilité entre fonction ministérielle et mandat parlementaire.
Le 22 juillet 1958, il fut désigné comme l'un des trente-neuf membres du Comité consultatif constitutionnel provisoire. À la suite du vote de la nouvelle constitution qui prévoit des élections législatives en novembre 1958 et l'arrivée de la Cinquième République, il perd sa place de député le 5 décembre 1958.

## Retour dans le Tarn
Homme de terrain connu pour son engagement dans le monde associatif et commerçant, il fonde la pisciculture du Pountet sur le barrage de La Roucarié dans les années 1960 puis devient le président de la société de pêche qui y est rattachée. Par la suite, de 1964 à 1970, il est également président de l'USC rugby de Carmaux.
Le Président de la République Valéry Giscard-d’Estaing lui confie le soin de préparer le Plan du Grand Sud-Ouest en 1979.
Il siège dans le groupe d'opposition au conseil municipal de la mairie de Carmaux de 1983 à 2001.
En 1996, le ministre Jean-Pierre Raffarin lui remet le titre de chevalier de la Légion d’honneur.

## Distinctions
- Chevalier de la Légion d'honneur (1996)